# Partido Estadista Republicano
El Partido Estadista Republicano fue un partido político en Puerto Rico que operó desde 1956 hasta 1968. Su presidente fue Miguel A. García Méndez. El partido se formó en 1952 después de que el Partido Estadista Puertorriqueño cambio de nombre a "Partido Estadista Republicano". Se disolvió en 1968 después de que una escisión en el partido lo obligara a disolverse, dando paso al Partido Nuevo Progresista.

## Trayectoria y desaparición
Durante el referéndum sobre el estatus de Puerto Rico de 1967, Miguel A. García Méndez encabezó un boicot al plebiscito argumentando que los resultados no serían vinculantes. Su posición provocó una grave división dentro del Partido Estadista Republicano. Como resultado, muchos miembros de la cúpula del partido se marcharon y formaron su propio partido pro estadidad. Este nuevo partido, liderado por ingeniero y empresario Luis A. Ferré fue denominado Partido Nuevo Progresista. La escisión obligó a la disolución del Partido Estadista Republicano después de las elecciones de noviembre de 1968, cuando no registró suficientes votos para mantener su registro como partido político.

## Lectura adicional
- José Trías Monge, Puerto Rico: Los juicios de la colonia más antigua del mundo ( Yale University Press, 1997)ISBN 0-300-07618-5

- Datos: Q65089097